# 산다남

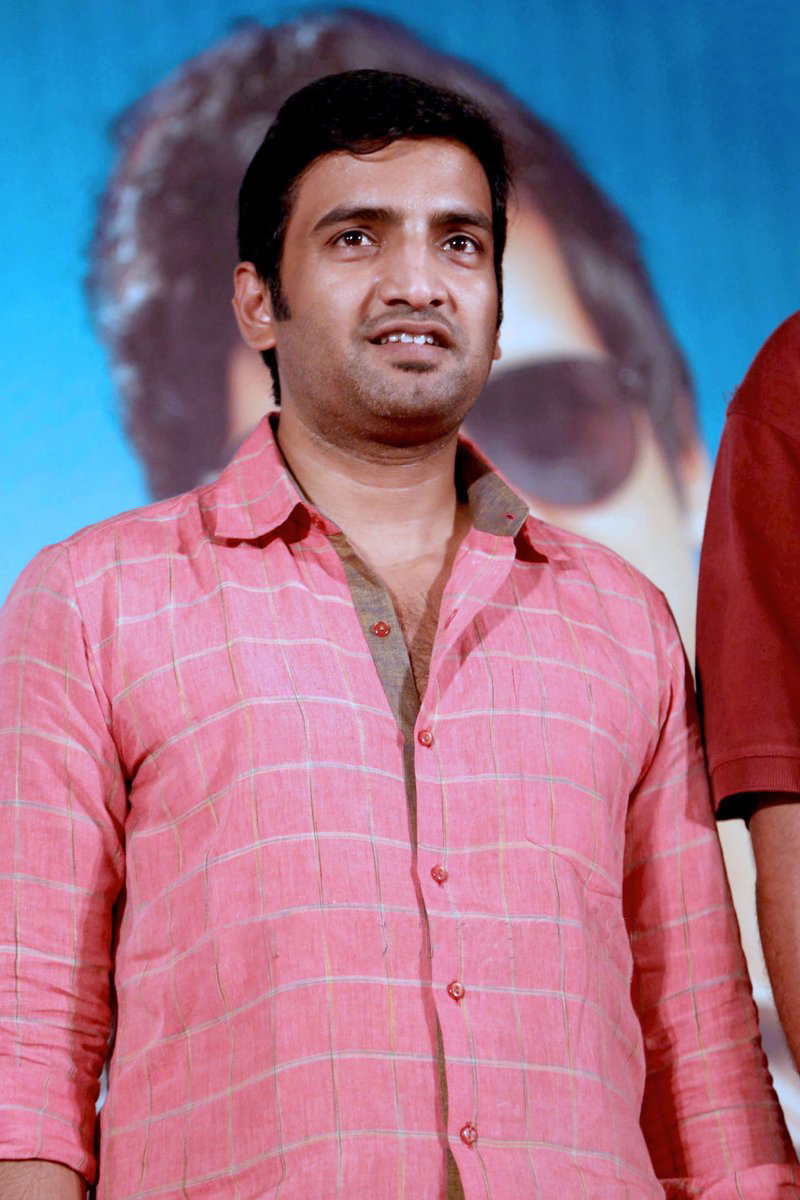

산다남(Santhanam, 1980년 1월 21일 ~ )은 인도의 배우, 영화 프로듀서, 텔레비전 배우이다.

## 영화
- 발리바 라자 (2016년)
- 머니 포 거츠 (2016년)
- 아이 (2015년)
- 라자 라니 (2013년)
- 올 인 올 아자구 라자 (2013년)
- 바나캄 첸나이 (2013년)
- 안나 - 본 투 리드 (2013년)
- 장난 (2013년) - 나가라즈 역
- 보이, 위시 투 이트 라뚜? (2013년) - 칼카투 칼리야페루말 역
- 알렉스 판디안 (2013년)
- 나는 파리다 (2012년)
- 니단 엔 폰바산담 (2012년) - 마헤쉬 역
- 벨라이덤 (2011년)
- 하늘이 보내준 딸 (2011년) - 비노드 역
- 로봇 (2010년) - 시바 역